# 1929

## Esdeveniments
Països Catalans

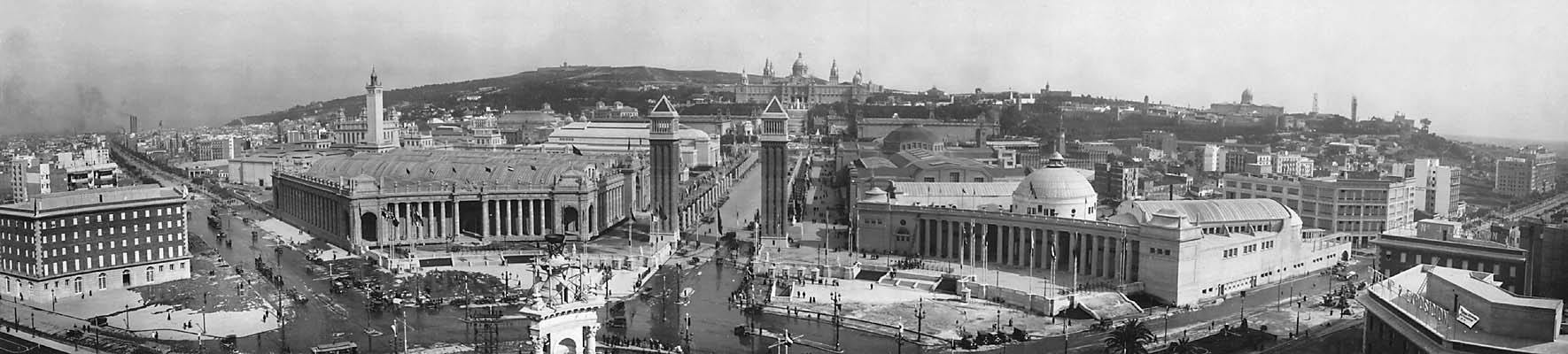
Exposició Internacional de 1929, a Barcelona

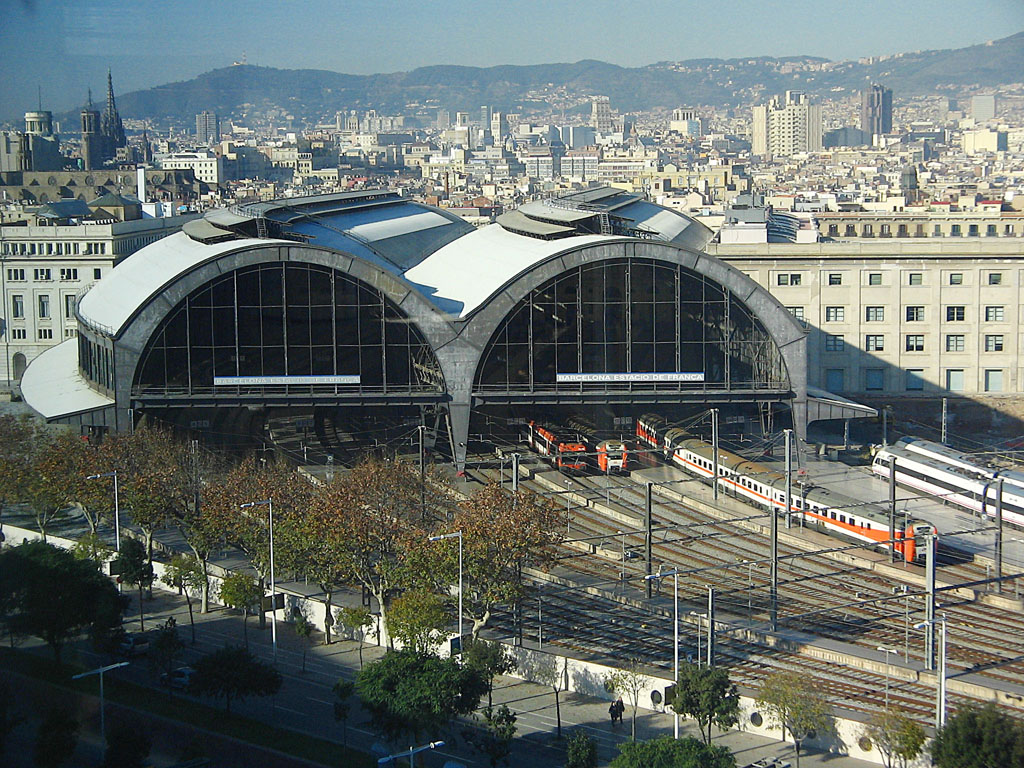
Finalitza la reforma de l'Estació de França de Barcelona fou una de les principals estacions ferroviàries fins a la construcció de l'Estació de Sants

- 31 de gener, Barcelona: Primer número del setmanari Mirador fundat per Amadeu Hurtado.[1]
- 17 de febrer, Barcelona: S'instal·la un servei de fotos ràpides, el primer fotomaton, al carrer de Pelai.[2]
- 20 de març, Barcelonaː Francesc Cambó crea el Conferentia Club, presidit per Isabel Llorach.[3]
- 19 de maig, Barcelona: s'inaugura l'Exposició Internacional a Montjuïc.[4]
- 20 de maig, Barcelona: S'inaugura l'Estadi de Montjuïc, amb motiu de l'Exposició Internacional.[5]
- 19 de setembre, Barcelona: Al cinema Coliseum es projecta el primer film sonor que es veié a la península: La chanson de París, amb Maurice Chevalier, el primer musical de la Paramount.[6]
- 1 d'octubre, Barcelona: Es publica el primer número del Butlletí de la Societat Andorrana de Residents a Barcelona.
- Olesa de Montserrat: es funda l'Esbart Olesà.[7]
- Sabadell: es publica L'home que es va perdre, novel·la de Francesc Trabal i Benessat.[8]

Resta del món
- 1 de gener, Nicaragua: El general José María Moncada, del Partit Liberal, n'assumeix la presidència.[9]
- 10 de gener, Bélgica: Primera aparició de Tintín, el famós personatge creat per Hergé, i el seu gos Milú al número 11 de Le Petit Vingtième on es comença a publicar la seva primera aventura Tintín al país dels soviets.
- 17 de gener, Nova York, EUA: Elzie Segar publica la primera historieta de Popeye al diari Evening Journal.
- 11 de febrer, Roma, Regne d'Itàlia: la Santa Seu i l'estat italià hi signen els Pactes del Laterà, que, entre altres acords, ratifiquen la creació l'estat del Vaticà.
- 1 d'agost, Espanya: Enfrontats a la Dictadura de Primo de Rivera, destacats intel·lectuals espanyols renuncien a les seves càtedres[10]
- 28 de setembre, Praga, Imperi Austrohongarès: s'hi inaugura la catedral de Sant Vit.
- 24 d'octubre, Nova York, Estats Units d'Amèrica: "Dijous negre" a Wall Street, amb una gran caiguda de la borsa que donà inici a la Gran depressió
- Es funda la Borsa de Casablanca

### Premis Nobel
| Camp                  | Guardonats                                     |
| --------------------- | ---------------------------------------------- |
| Física                | - Louis de Broglie                             |
| Química               | - Arthur Harden - Hans von Euler-Chelpin       |
| Medicina o Fisiologia | - Christian Eijkman - Frederik Gowland Hopkins |
| Literatura            | - Thomas Mann                                  |
| Pau                   | - Frank Billings Kellog                        |

## Naixements
Països Catalans
- 19 de gener, Premià de Mar, Maresme: Antoni Gutiérrez Díaz, el Guti, pediatre i polític català.
- 19 de març, Roda de Ter, Osona: Miquel Martí i Pol, poeta, escriptor i traductor català.
- 23 de març, Río Muni, Guinea Equatorial: Guillem d'Efak, cantant, escriptor i actor manacorí.
- 25 de març, Manresa, Bages: Manuel Riu i Riu, historiador català
- 27 de març, Ceret: Claire Maurier, actriu nord-catalana de teatre, el cinema i la televisió.[11]
- 9 d'abril, Banyoles: Pere Verdaguer i Juanola, escriptor rossellonès[12]
- 14 d'abril, Osona: Candi Espona i Bayés, advocat.
- 12 de maig, Budapest: Ágnes Heller, filòsofa hongaresa[13]
- 20 de maig, Mataró: Montserrat Julió i Nonell, actriu, directora teatral i escriptora catalana[14]
- 29 de maig, Barcelona: Maria Oleart i Font, Oleart de Bel, poetessa i narradora catalana.[15]
- 30 de maig, Cadaqués, Alt Empordà: Joan Vehí i Serinyana, fuster i fotògraf de Salvador Dalí
- 6 de juny, Barcelona: Jordi Texidó i Mata, músic i compositor català.[16]
- 28 de juliol, Barcelona: Alícia Guri i Canivell, jugadora de tennis i tennis taula catalana.[17]
- 18 d'agost, Barcelona: Mathilde Bensoussan (de soltera Matilde Tubau), filòloga i traductora francesa d'origen català[18]
- 7 de setembre, Barcelona: Alicia Agut, actriu catalana[19]
- 19 de setembre, Barcelona: Maria Dolors Cortey de Ribot, escriptora catalana.
- 30 d'octubre, Barcelona: Rosa Maria Kucharski, pianista, professora i musicòloga.[20]
- 31 d'octubre, Barcelona: Jaume-Patrici Sayrach i Fatjó dels Xiprers, sacerdot catòlic, polític, escriptor i editor català
- 13 de novembre, Barcelona: Jaime Gil de Biedma, poeta català en llengua castellana.
- 24 de desembre, Figueres, Alt Empordà: Mercè Huerta i Busquets, pintora catalana[21]
- Barcelona: Antoni Blanch i Xiró, jesuita

Resta del món
- 3 de gener, Roma, Itàlia: Sergio Leone, director de cinema italià
- 11 de gener, Casapulla, Itàlia: Nicoletta Orsomando, locutora i actriu italiana.
- 15 de gener, 
  - Atlanta, Geòrgia (Estats Units): Martin Luther King, religiós i activista en favor dels drets civils dels negres, per la qual cosa va ser distingit amb el Premi Nobel de la Pau el 1964.
  - Manatí, Cuba: Faure Chomón, comandant de la Revolució Cubana[22]
- 23 de gener, Berlín, República de Weimar: John C. Polanyi, químic canadenc d'origen hongarès, Premi Nobel de Química de l'any 1986.
- 27 de gener, Sollefteå, Suècia: Ingrid Thulin, actriu sueca de cinema i teatre[23]
- 28 de gener, Buffalo, Nova York: Edith M. Flanigen, química americana molt reconeguda.[24]
- 30 de gener: Lucille Teasdale-Corti, pediatra i cirurgiana canadenca, que va treballar a Uganda contribuint al desenvolupament de serveis mèdics al nord del país
- 31 de gener:
  - Londres: Jean Simmons, actriu anglesa nominada cops al premi Oscar[25]
  - Múnic: Rudolf Mößbauer, físic alemany, Premi Nobel de Física de 1961
  - Pisa, Itàlia: Girolamo Arnaldi, historiador i professor universitari italià.
- 18 de març, Gorzów Wielkopolski: Christa Wolf, novel·lista i assagista alemanya[26]
- 28 de març, Pécs: Olga Tass, gimnasta artística hongaresa, medallista olímpica.[27]
- 1 d'abril, Brno, Txecoslovàquia: Milan Kundera, escriptor txec.[28]
- 5 d'abril:
  - Bruges, Bèlgica: Hugo Claus, escriptor.[29]
  - Coventry, Warwickshire, Anglaterra: Nigel Hawthorne, actor anglès[30]
  - Bergen, Noruega: Ivar Giæver, físic, Premi Nobel de Física de l'any 1973.[31]
- 6 d'abril:
  - Berlín, República de Weimar: André Previn, nascut Andreas Ludwig Priwin, pianista, director d'orquestra i compositor estatunidenc d'origen alemany[32]
  - Tomsk, Sibèria:  Iedisson Denísov, compositor rus[32]
- 8 d'abril, Brussel·les, Bèlgica: Jacques Brel, cantant belga.[33]
- 10 d'abril, 
  - Pessac, Gironde: Yvette Roudy, política francesa; ha estat diputada, Ministra dels Drets de la dona i alcaldessa.[34]
  - Lund, Suècia: Max von Sydow, actor suec.
- 15 d'abril, Southampton, Nova York: Jacqueline Kennedy, primera dama dels EEUU pel seu matrimoni amb J. F. Kennedy (m.1994).[35]
- 17 d'abril, Dakar: Mariama Bâː novel·lista, professora i feminista senegalesa[36]
- 22 d'abril, Gibara, Cuba: Guillermo Cabrera Infante, novel·lista, guionista, traductor i crític cubà[37]
- 28 d'abril, Berlín: Renate Mayntz, sociòloga alemanya.[38]
- 4 de maig, Brussel·les, Bèlgica: Audrey Hepburn, actriu d'origen europeu que treballà als EUA
- 6 de maig, Sidney, Ohio, EUA: Paul Christian Lauterbur, químic nord-americà, Premi Nobel de Medicina o Fisiologia de l'any 2003[39]
- 10 de maig, Boutouche, Nova Brunswick, Canadà: Antonine Maillet, escriptora i dramaturga canadenca, Premi Goncourt de l'any 1979.[40]
- 25 de maig, Brooklyn, Nova York: Beverly Sills, de nom real Belle Silverman, cantant d'òpera americana[41]
- 29 de maig, Newcastle upon Tyne, Anglaterra: Peter Higgs, físic anglès, Premi Nobel de Física de l'any 2013[42][43]
- 31 de maig, Avellaneda, Argentina: Jorge Ricardo Masetti, periodista i guerriller argentí. Va ser fundador i director de l'agència de notícies cubana Prensa Latina[44]
- 3 de juny, Gränichen, Suïssa: Werner Arber, microbiòleg suís, Premi Nobel de Medicina o Fisiologia de l'any 1978.[45]
- 10 de juny, Birmingham, Alabama, EU]: Edward Osborne Wilson, entomòleg i biòleg estatunidenc, Premi Internacional Catalunya 2007.[46]
- 12 de juny, 
  - Frankfurt, Alemanya: Anne Frank, escriptora alemanya[47]
  - Londres, Anglaterra: Brigid Brophy, novel·lista, crítica i activista britànica[48]
- 14 de juny, Nova York: Cy Coleman, compositor nord-americà[49]
- 17 de juny, Tbilisi, Unió Soviètica: Tigran Petrossian, jugador d'escacs soviètic, Campió del món entre 1963 i 1969[50]
- 23 de juny, Malmedy, Bèlgica: Henri Pousseur, compositor, professor i teòric de música belga[32]
- 29 de juny, Florència, Itàlia: Oriana Fallaci, escriptora i periodista italiana[51]
- 1 de juliol, Nova York, EUA: Gerald Edelman, biòleg nord-americà, Premi Nobel de Medicina o Fisiologia de l'any 1972 ([52]
- 7 de juliol, Nova York: Helen Rodríguez Trías, pediatra i activista pels drets de les dones.[53]
- 9 de juliol, Rabat, Marroc) Al-Hàssan ibn Muhàmmad ibn Yússuf al-Alawí, conegut com a Hassan II, Rei del Marroc de la dinastia alauita[54]
- 18 de juliol, Parabiago: Franca Rame, actriu, dramaturga, activista i política italiana[55]
- 19 de juliol, 
  - Condòm: Sarah Maldoror, directora de cinema francesa, pionera del cinema panafricà[56]
  - Les Moutiers-en-Cinglais, França: Emmanuel Le Roy Ladurie, historiador.[57]
- 28 de juliol, Southampton, Nova York, EUA: Jacqueline Lee Bouvier, esdevinguda Jacqueline Kennedy arran del seu matrimoni amb John Fitzerald Kennedy, president dels Estats Units, i posteriorment Jacqueline Onassis, a partir del seu casament amb el magnat grec Aristòtil Onassis[58]
- 2 d'agost, Aveiro: Zeca Afonso, compositor i cantautor portuguès[59]
- 4 d'agost, Roma: Gabriella Tucci, soprano italiana, particularment associada al repertori italià.[60]
- 24 d'agost: el Caire, Egipte, o Gaza o Jerusalem, Mandat Britànic de Palestina) segons altres fonts, i fins i tot un altre dia del mateix mes d'agost]: Iasser Arafat, president de l'Organització per a l'Alliberament de Palestina i president de Palestina. Premi Nobel de la Pau de 1994[54]
- 25 d'agost, Neuilly-sur-Seine, França: Dominique Fernandez, escriptor francès, Premi Goncourt de l'any 1982.[61]
- 29 d'agost, Sersell, Algèria: Alice Recoque, enginyera informàtica francesa[62]
- 4 de setembre, Oakland, Califòrnia: Elizabeth Roemer, astrònoma nord-americana especialitzada en estels i asteroides[63]
- 11 de setembre, Göteborg: Birgitta Trotzig, escriptora sueca, membre de l'Acadèmia Sueca des de 1993[64]
- 15 de setembre, Nova York, EUA: Murray Gell-Mann, físic nord-americà, Premi Nobel de Física 1969.
- 17 de setembre, West Kensington, Anglaterra: Stirling Moss, pilot de curses automobilístiques anglès[65]
- 29 de setembre, Handan, Hebei, Xina: Xu Huaizhong, militar, guionista i escriptor xinès. Premi Mao Dun de Literatura de l'any 2019 per la novel·la 牵风记 Qianfengji.
- 18 d'octubre, Departament de Rivas: Violeta Chamorro, política i periodista nicaragüenca, que fou presidenta de Nicaragua (m. 2025).[66]
- 22 d'octubre, Moscou: Lev Iaixin, porter de futbol rus
- 14 d'octubre, Charleston, Virgínia de l'Oest, USA: George Crumb, compositor estatunidenc.[67]
- 2 de novembre, Medicine Hat, Alberta, Canadà: Richard Edward Taylor, físic canadenc, Premi Nobel de Física de l'any 1990.
- 4 de novembre, Bangalore, l'Índia: Shakuntala Devi, coneguda com la "dona ordinador", va entrar en el Llibre dels Records Guiness l'any 1982.
- 7 de novembre, Viena, Àustria: Eric Richard Kandel, metge nord-americà d'origen austríac, Premi Nobel de Medicina o Fisiologia de l'any 2000.
- 9 de novembre, Budapest, Hongria: Imre Kertész, escriptor hongarès, Premi Nobel de Literatura de l'any 2002
- 12 de novembre:
  - Filadèlfia, Pennsilvània, EUA: Grace Kelly, actriu de cinema estatunidenca i princesa consort de Mònaco.[68]
  - Garmisch-Partenkirchen, República de Weimar: Michael Ende, escriptor alemany de literatura fantàstica i infantil
  - 9 de desembre, Nova York, EUA: John Cassavetes, actor, guionista i director estatunidenc]] [69]
- 23 de desembre, Yale, Estats Units: Chet Baker, trompetista i cantant de jazz nord-americà
- Província de Múrcia: Resu Fernández Páez, activista veïnal.
- Tòquio, Japó: Aiko Miyawaki, escultora[70]

## Necrològiques
Països Catalans
- 19 de febrer - Godella, l'Horta Nord: Lambert Alonso i Torres, tenor i pintor valencià (n. 1863).
- 21 de març - Màlaga: Sabina Muchart, fotògrafa professional catalana, pionera en l'art fotogràfic i el periodisme de guerra (n. 1858).[71]
- 3 d'abril - Sabadell, Antoni Cusidó i Cañellas, industrial tèxtil i regidor municipal de Sabadell.
- 7 de maig - Barcelona: Lluís Graner i Arrufí, pintor realista català (n. 1863).[4]
- 6 d'agost - Barcelona: Guillem August Tell i Lafont, advocat, notari i poeta, mestre en Gai Saber el 1900 (n. 1861)
- 16 d'agost - Barcelona: Juli Marial i Tey, arquitecte i polític català (n. 1853).[72]
- 22 de novembre - Barcelona: Jaume Ferran i Clua, metge i bacteriòleg català, inventor, el 1884, de la primera vacuna contra el còlera.

Resta del món
- 26 de gener, Berlín, República de Weimar: Elisabeth Caland, pianista i pedagoga holandesa.
- 29 de gener, Parísː La Goulue, popular ballarina de cancan i una figura mítica del París de la Belle Époque (n. 1866).[73]
- 6 de febrer, Madrid, Espanya: Maria Cristina d'Habsburg-Lorena, reina d'Espanya i regent durant la minoria d'edat d'Alfons XIII (n. 1858).[74]
- 27 de febrer: Nova York: Emma R. Steiner, compositora i directora d'orquestra nord-americana.[75]
- 17 de maig, Vienaː Lilli Lehmann, soprano i professora de veu alemanya (n. 1848).[76]
- 8 de juny:
  - New Canaan, Connecticut: Bliss Carman, poeta canadenc en llengua anglesa pertanyent al postromanticisme (n. 1861).[77]
  - Hugo Nolthenius, músic neerlandès
- 20 d'agost, Milà: Jeanne Immink, alpinista holandesa pionera a les Dolomites (n. 1853).[78]
- 23 de setembre, Göttingen, República de Weimar: Richard Adolf Zsigmondy, químic alemany, Premi Nobel de Química de 1925 (n. 1865).
- 3 d'octubre, Berlín: Gustav Stresemann, polític alemany, Premi Nobel de la Pau de 1926 (n. 1878).[79]
- 29 d'octubre, Makó, Hongria: Joseph Pulitzer, editor i periodista hongarès (n. 1847).
- 30 d'octubre: Rafael Balseiro Dávila, pianista i compositor porto-riqueny.
- 18 de novembre, Londres: Thomas Power O'Connor, polític i periodista.
- 24 de novembre, París: Georges Clemenceau, polític francès (n. 1841).
- 20 de desembre, Montélimar, França: Émile Loubet, advocat, President de la República Francesa (n. 1838).[80]
- 24 de desembre, Madrid: Alice Pestana, escriptora i humanista portuguesa, pedagoga i feminista.[81]